# Jesper Dupont
Jesper Dupont (født 18. september 1981, Odense) er en dansk sceneinstruktør, skuespiller, tegnefilmsdubber og indlæser.

## Karriere
Jesper Dupont blev født i Odense og blev i år 2000 student fra Tornbjerg Gymnasium. Derefter var han i en årerække en del af comedyduoen Bay&Dupont som optrådte landet over samt i programmer på TV2. I 2001 dannede han John Doe Teatret, der havde til huse på Brandts Klædefabrik med skuespilkollega Michael Grønnemose og dramatiker Kasper Munk. John Doe Teatret fortsatte i en årerække med forestillinger for Odense Bys Museer i Den Fynske Landsby.
Dupont blev uddannet fra Skuespillerskolen ved Aarhus Teater i 2010 og var de følgende syv år en del af teatrets faste ensemble. Derudover har han som skuespiller medvirket i forestillinger på Teatret Svalegangen, Det Kongelige Teater, Phase7 samt Folketeatret.
I en årrække var Dupont instruktørassistent på bl.a. Odense Internationale Musikteater, Den Fynske Opera samt Odense Teater.
I 2010 udgav Jesper Dupont sit debutalbum Fly High indspillet i New York, på Bro Recordings. Albummet modtog tre ud af seks stjerner i musikmagasinet GAFFA.
De seneste år har Jesper Dupont fungeret som sceneinstruktør, manuskriptforfatter og oversætter. Desuden som indlæser af lydbøger for bl.a. Gyldendal og AV Forlaget.
Som instruktør har han den sidste tid udviklet forestillinger for Den Fynske Opera, Odense Bys Museer og Nyborg Voldspil.

## Hæder
Dupont er modtager af Edvard Hassings Mindelegat i 2014 samt Reumerts Talentpris.

## Filmografi

### Spillefilm
- Madklubben (2020) - Niels
- Skytten (2012) - Udenrigskorrespondent
- Polle Fiction (2003) - Bankassistent

### Tegnefilm
- Grusomme mig 3 (2017) - Diverse stemmer
- Peter Pan (1998, ny dubbing) - Peter Pan

## Diskografi
- Fly High (2010)